# Critérium international 2008
La 77e édition de la course cycliste à étapes du Critérium international a eu lieu du 29 au 30 mars 2008 à Charleville-Mézières.

## Classements des étapes
| Étape     | Date    | Villes étapes                               | km      | Vainqueur d'étape                | Leader du classement général |
| 1re étape | 29 mars | Charleville-Mézières - Signy-le-Petit       | 193 km  | Laurens ten Dam (Rabobank)       | Laurens ten Dam (Rabobank)   |
| 2e étape  | 30 mars | Les Vieilles Forges - Monthermé             | 98,5 km | Simon Gerrans (Crédit agricole)  | Jens Voigt (CSC)             |
| 3e étape  | 30 mars | Charleville-Mézières - Charleville-Mézières | 8,3 km  | Edvald Boasson Hagen (High Road) | Jens Voigt (CSC)             |

## Classement général final
| Classement général final\|- | Classement général final\|- | Classement général final\|- | Classement général final\|- |
| --------------------------- | --------------------------- | --------------------------- | --------------------------- |
| 1                           | Jens Voigt                  | Allemagne                   | 7 h 29 min 01 s             |
| 2                           | Gustav Larsson              | Suède                       | + 57 s                      |
| 3                           | Luis León Sánchez           | Espagne                     | + 57 s                      |
| 4                           | Maxime Monfort              | Belgique                    | + 1 min 03 s                |
| 5                           | Laurens ten Dam             | Pays-Bas                    | + 1 min 08 s                |
| 6                           | Fränk Schleck               | Luxembourg                  | + 1 min 11 s                |
| 7                           | Alejandro Valverde          | Espagne                     | + 1 min 11 s                |
| 8                           | Benoît Vaugrenard           | France                      | + 1 min 15 s                |
| 9                           | Stef Clement                | Pays-Bas                    | + 1 min 15 s                |
| 10                          | Damiano Cunego              | Italie                      | + 1 min 16 s                |

## Classements annexes
| Maillot vert (classement par points)   | Laurens ten Dam Pays-Bas 24 pts |
| Maillot à pois (meilleur grimpeur)     | Simon Gerrans Australie 26 pts  |
| Maillot blanc (meilleur jeune -25 ans) | Luis León Sánchez Espagne       |
| Meilleure équipe                       | CSC en 22 h 28 min 54 s         |